# Cephalotrichum stemonitis
Cephalótrichum stemónitis (лат.), также известен как дорато́мицес стемо́нитис (Doratómyces stemonitis), — вид несовершенных (половая стадия неизвестна) аскомицетовых грибов рода Cephalotrichum.

## Описание
Образует коремии до 1200 мкм высотой, чёрной окраски, заканчивающиеся цилиндрической или эллиптической головкой, состоящей из кисточковидно разветвлённых веточек. Конидии (аннелоконидии) в цепочках, яйцевидные, с сосочковидным острием на верхушке, в основании усечённые, с гладкой поверхностью, 6—8,5×4—4,5 мкм. Также имеется стадия, образующая синнемы с таллоконидиями, при культивировании часто преобладающая.
Слабый фитопатоген, обладает целлюлозолитическими свойствами.

## Синонимы
- Cephalotrichum setosum (Wallr.) Kuntze, 1898
- Ceratopodium pusillum (Wallr.) Kuntze, 1891
- Ceratopodium typhinum (Wallr.) Kuntze, 1891
- Dematium echinobotryum Fr., 1832
- Doratomyces stemonitis (Pers.) F.J.Morton & G.Sm., 1963
- Echinobotryum atrum Corda, 1829
- Graphium pusillum (Wallr.) Sacc., 1886
- Graphium typhinum (Wallr.) Sacc., 1886
- Isaria stemonitis Pers., 1797basionym
- Periconia setosa (Wallr.) Rabenh., 1844
- Periconia stemonitis (Pers.) Pers., 1801
- Sporocybe setosa (Wallr.) Sacc., 1886
- Stilbum pusillum Wallr., 1833
- Stilbum setosum Wallr., 1833
- Stilbum typhinum Wallr., 1833
- Stysanus stemonitis (Pers.) Corda, 1838